# Nucras taeniolata
Nucras taeniolata är en ödleart som beskrevs av  Smith 1838. Nucras taeniolata ingår i släktet Nucras och familjen lacertider.

## Underarter
Arten delas in i följande underarter:
- N. t. ornata
- N. t. holubi
- N. t. taeniolata